# パーマ大佐
パーマ大佐（パーマたいさ、本名：國土 郁音（こくど いくと）、1993年〈平成5年〉8月26日 - ）は、日本の男性お笑いタレント。2015年からはYouTuberとしても活動している。埼玉県北本市出身。太田プロダクション所属。

## 略歴
母はピアニスト、父は音楽評論家、姉は作詞家・ボーカリストの國土佳音という音楽一家の出身。2歳からピアノの英才教育を受ける。
北本市立北本中学校、正智深谷高等学校卒業。中学、高校時代は卓球部と吹奏楽部に所属していた。
2008年12月25日（当時中学3年）、アマチュアとして芸人の活動を開始。
ピン芸人・パーマ大佐としての活動の他、高校1年の時はコンビ「スタートライン」でも活動していた。その後酒井直斗とのコンビ「酒井・國土」、また「豆腐マーシャン」としてのコンビ活動も行い、これらのコンビで『ハイスクールマンザイ』（テレビ朝日）、『M-1グランプリ』（朝日放送テレビ）、『THE MANZAI』（フジテレビ）、『ワラチャン! U-20お笑い日本一決定戦』（日本テレビ）、笑顔甲子園などに出場。
2013年、19歳で『オンバト+』（NHK総合）に初出場し、いきなり一位通過でオンエアされた。
2013年6月30日まではジェイピィールーム（アップフロントグループ）所属だったが、アップフロントグループがお笑い部門から撤退するのに伴ってフリーに。その後、太田プロダクションに所属した。
2015年、『歌ネタ王決定戦』（毎日放送）で決勝進出。結果は6位。同年以降、『ビートたけしのTVタックル』（テレビ朝日）のレポーターとして出演。ビートたけしとの共演、芸名も相まってたけし軍団と思われがちであるが、前述のとおり共演前からの芸名であり、太田プロダクション所属である。
2016年12月7日に『森のくまさん』でユニバーサルミュージックよりメジャーデビュー。しかし原曲『森のくまさん』日本語訳詞の著作権を持つ馬場祥弘より著作権侵害で提訴されるが、2017年2月1日に馬場との間でCDの販売合意などの和解が成立したと発表した。
2023年1月4日放送の『再現できたら100万円!THE神業チャレンジ』（TBS）の企画『画面隠し太鼓の達人』で番組史上初の『紅（X JAPAN）』をフルコンボ達成し賞金110万円を獲得した。

### 芸風
主にウクレレやピアノを使った歌ネタだが、フリップ芸やモノマネも行う。
テレビ番組をネタにした漫談や、フリップ漫談などを行っていたが、『歌ネタ王決定戦』に出会ったのがきっかけで音楽を10年ぶりに解禁、歌ネタを始めた。歌ネタは主にウクレレを使い、『森のくまさん』の替え歌などを披露している。
「僕なりの森のくまさん」 - 2015年6月28日に初披露。話のつじつまが合うように独自のBメロとサビをつけ加えて歌うというもの。
自身のYouTubeチャンネルでは、「マックスうざい」（マックスむらいのパロディ）としても動画に出演し、デカキン（HIKAKINのパロディ）TVにも不定期で出演している。また、新ネタを毎週投稿している。

## 人物
雑誌のインタビューで芸名の由来について聞かれた際、「芸名に出身地を入れたくてまず『北本』を使おうと思ったがうまくいかず、埼玉を逆さ読みした『またいさ』に、自身のヘアスタイルである天然パーマの『パーマ』をかけて芸名にした」と答えている。
特技はボイスパーカッション、ピアノ。
苦手な食べ物はナッツ系、カボチャ。
2023年3月現在、ブラックコーヒーを飲みながらアルフォートを一緒に食べることにハマっている。
YouTuberロックバンドの「datto」と仲が良く、2019年後期にYouTube上に投稿された『桃太郎の歌 ~令和版~ MV』などでコラボしている。
2020年6月26日に一般女性と結婚したことを同年9月4日に自身のTwitterで発表したが、同年12月31日に離婚した。
2023年5月18日、自身のヒット作である『森のくまさん』『JPOPあるある』の動画を誤って削除してしまったことを『ウエストランドのぶちラジ!』にて暴露される。その後自身のYouTubeチャンネルにて『本当に人生オワタ』という新曲でその事件について触れた動画を投稿する。
2023年7月4日放送の『THE神業チャレンジSP』の番組内で、交際中だったお笑い芸人・アイドル鳥越にプロポーズした。放送後にそれぞれのTwitterにて婚約を報告。
鳥越の28歳最後の日である2023年10月27日に双方の所属事務所が連名の文書で結婚を発表した。
卓球に造詣があり、国内外で行われる年間数百試合を観戦しているほか、Tリーグ「T.T彩たま」の司会も担当している。2024年パリオリンピック開催時には卓球の専門家として情報番組にも出演し、卓球競技の試合の解説を行ったこともある。

## 受賞歴
2011年
- ライブお笑いインターハイ2011 優勝
- 第1回高校生笑い日本一決定戦 笑顔甲子園〜絆in新居浜〜 優勝 [11]

2012年
- U-23お笑いNo.1決定戦『笑才2012』 準優勝

2013年
- ワラチャン! U-20お笑い日本一決定戦 準決勝進出

2015年
- 歌ネタ王決定戦2015 決勝第6位

2016年
- R-1ぐらんぷり2016 準決勝進出
- 歌ネタ王決定戦2016 準決勝進出

2017年
- R-1ぐらんぷり2017 準決勝進出
- 歌ネタ王決定戦2017 決勝第7位
- 平成29年度NHK新人お笑い大賞 本選進出

2018年
- R-1ぐらんぷり2018 準々決勝進出
- 歌ネタ王決定戦2018 準決勝進出

## 出演

### テレビ番組
- オンバト+（NHK総合）- 戦績2勝2敗 最高481KB
- 歌ネタ王決定戦（2015年9月9日、2017年9月20日、MBSテレビ）
- ビートたけしのTVタックル（2015年9月1日、9月29日 - 、テレビ朝日） - 深堀りレポーターとして不定期出演
- エンタの神様（2017年12月29日、2018年3月24日・6月23日・9月15日・12月22日、2019年8月12日、日本テレビ）
- モーニングショー（2024年8月2日・10月14日、テレビ朝日） - 卓球競技の解説者として出演[29][30]

### テレビドラマ
- 月曜名作劇場『温泉殺人事件シリーズ』（TBS） - 谷本卓也 役
  - 「有馬温泉殺人事件」（2016年5月30日）
  - 「伊豆天城温泉殺人事件」（2016年10月24日）
  - 「修善寺温泉殺人事件」（2017年6月12日）
- 植木等とのぼせもん（2017年9月2日 - 10月21日、NHK総合） ‐ 石橋エータロー 役
- 世界一難しい恋（2016年）
- コウノドリ（2017年） - 青木三郎 役

### 映画
- 由宇子の天秤（2021年9月17日、ビターズ・エンド） - ラジオMC 役（声の出演）[31]

### ラジオ
- ラジオのアナ〜ラジアナ（2016年10月 - 2022年3月、FM NACK5）
- 伊集院光とらじおと（2016年10月 - 2022年3月、TBSラジオ）
- マイナビ Laughter Night（2017年3月4日、TBSラジオ[32]）
- Sunday Audio Show〜アナと日曜のパーマ〜（2022年4月3日 - 2025年3月30日、FM NACK5）

## ディスコグラフィー

### シングル
- 森のくまさん（2016年12月7日）[14]